# سو ك. هيكس
سو ك. هيكس (بالإنجليزية: Sue K. Hicks)‏ هو محامي وقاضي أمريكي، ولد في 12 ديسمبر 1895 في ماديسونفيل في الولايات المتحدة، وتوفي في 17 يونيو 1980.